# Lagoa da Ervedeira

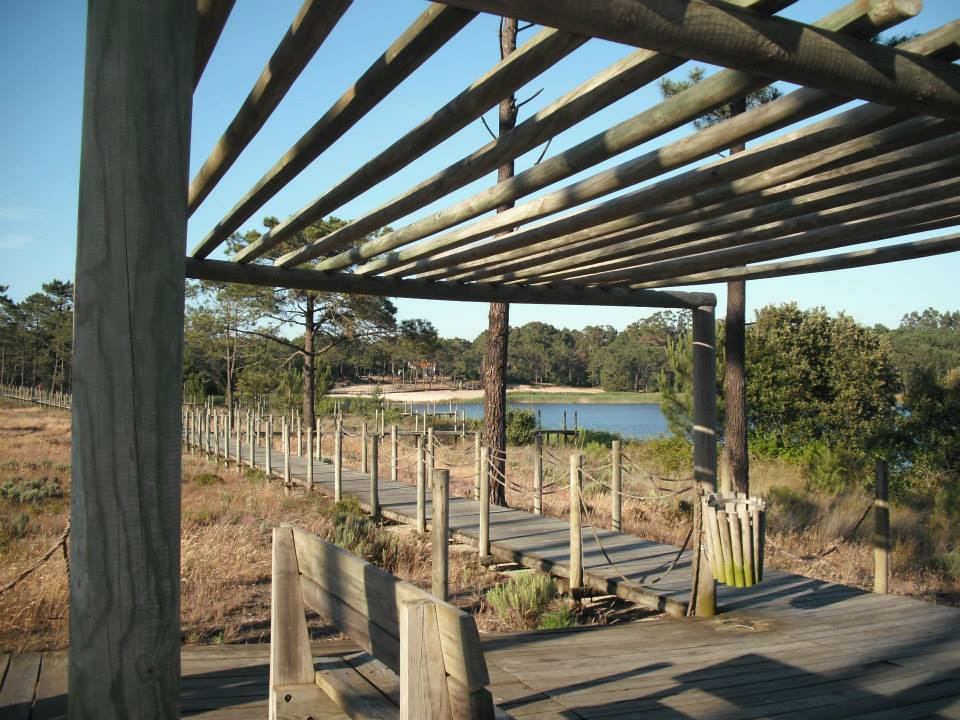
Parque de Merendas

A lagoa da Ervedeira situa-se na freguesia de Coimbrão, concelho de Leiria.

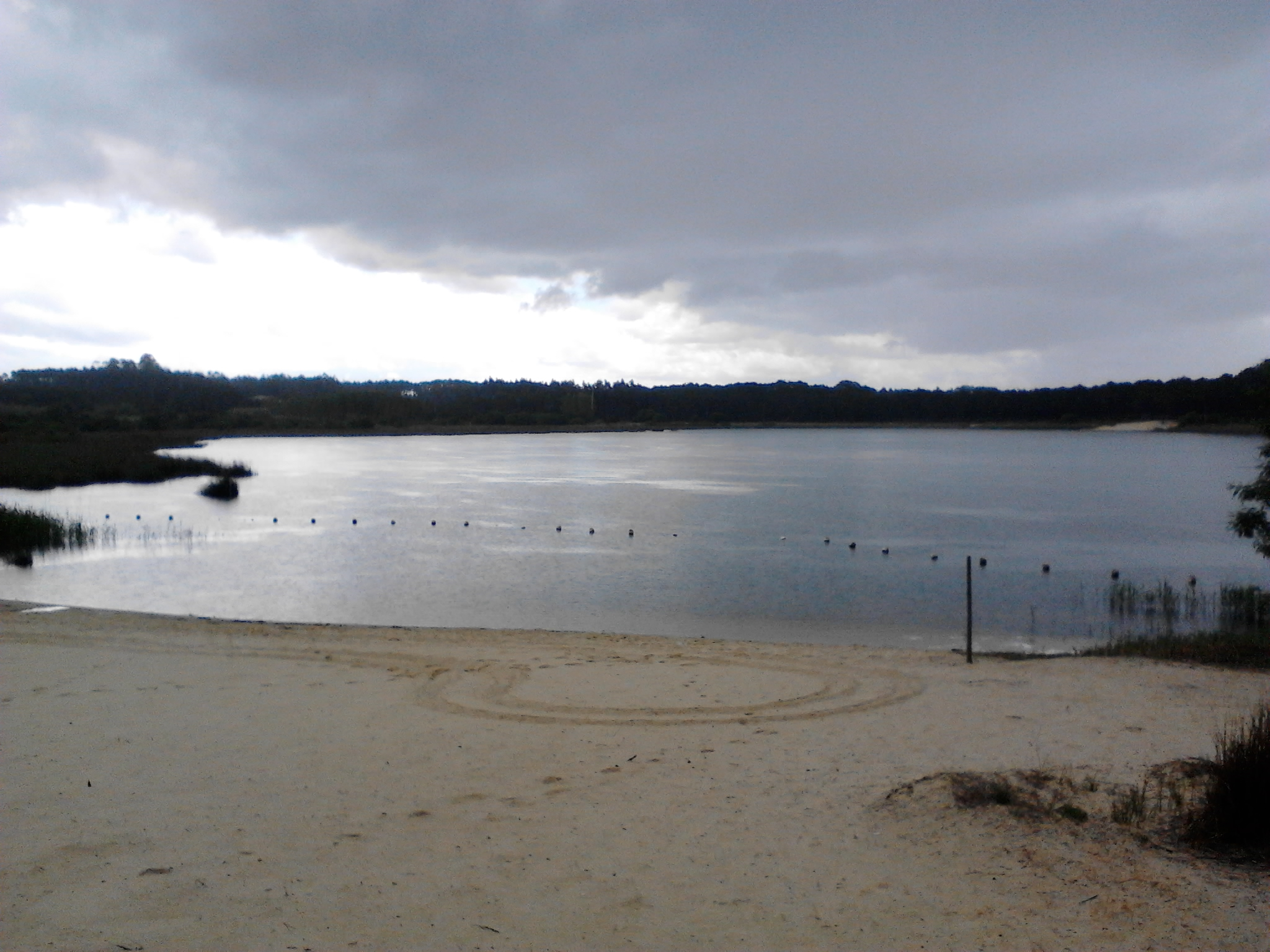
A lagoa em 2016

Tem uma extensão de 230 a 700 metros, com 2 km de margem, pelo que se situa na fronteira entre a mata do Urso e do Pedrógão, a norte do Pinhal de Leiria. Situa-se a 6 km da praia do Pedrógão, sendo uma lagoa de água doce rodeada de pinheiros bravos e mansos, eucaliptos, rosmaninho, alecrim, samouco… Podemos ainda observar caniços na lagoa, bem como uma grande diversidade de peixes, anfíbios, répteis, mamíferos, aves…
Antigamente podiamos encontrar na lagoa ruivacos, carpas, salmões e sabogas, no entanto estes peixes foram desaparecendo. Segundo se consta, em meados do século passado, algum produto químico teria matado quase a totalidade dos peixes, que foram apodrecendo nas margens. No seu lugar foram então colocados achigãs, peixe carnívoro e carpas, que ainda hoje abundam na lagoa.
Os habitantes da Ervedeira, a 2 km da lagoa, utilizavam cestos, narsas e enchalavadas (utensílios feitos pelos homens do Pedrógão que serviam para a pesca) para pescar na Lagoa e iam vender, pelas portas, o peixe à xícara. Actualmente pratica-se pesca desportiva, e desportos náuticos como a canoagem. 
É também utilizada como estância balnear, e está equipado com parque de merendas.
Hoje na lagoa podemos observar vários problemas, como a eutrofização da água e uma diminuição do nível da lagoa por acumulação de sedimentos, diminuição dos níveis de pluviosidade e a realização de vários furos para captar água ao seu redor.

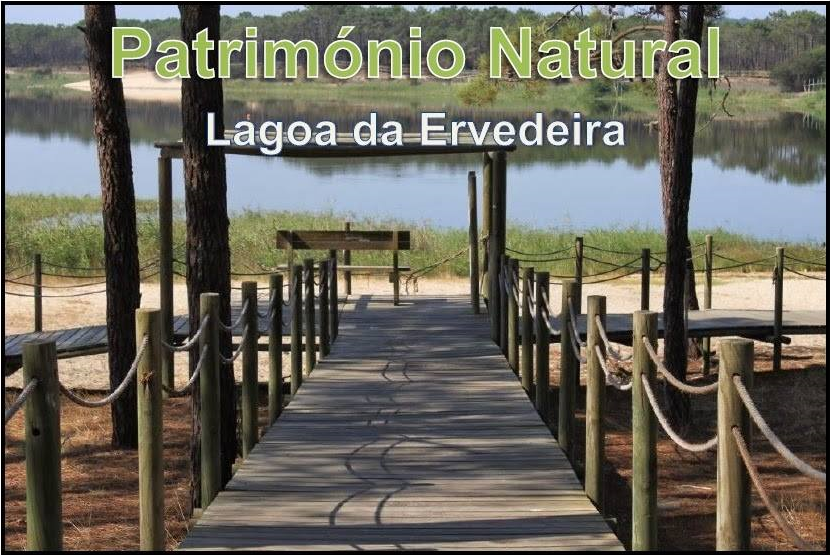
A Lagoa da Ervedeira localiza-se junto da povoação de Ervedeira, no extremo norte do Concelho de Leiria, freguesia de Coimbrão,A lagoa da Ervedeira situa-se na freguesia de Coimbrão.
Esta pequena lagoa, com 500 metros de extensão e pouco conhecida, situa-se entre a Mata do Urso e a Mata do Pedrogão, a norte do Pinhal de Leiria.
Trata-se de uma lagoa de água doce rodeada de pinheiros bravos e mansos, eucaliptos, rosmaninho, alecrim e samouco, entre outras espécies como os caniços que proporcionam abrigo à grande diversidade de peixes, anfíbios, répteis, mamíferos e aves que povoam o local.
A poluição provocada, em meados do século passado, por produtos químicos teria morto a quase totalidade da fauna residente: ruivacos, carpas, salmões e sabogas, tendo sido novamente inplementada com achigãs e carpas, que ainda hoje abundam na lagoa.
Aqui acorrem habitualmente patos e galeirões e os caniços existentes ao longo da margem são frequentados por pequenos bandos de bicos-de-lacre.
Perdeu-se a tradição da pesca com cestos, narsas e enchalavadas, utilizados antigamente pelos habitantes da Ervedeira, mas continua a praticar-se pesca desportiva e outras atividades como a canoagem.
A lagoa da Ervedeira está equipada com parque de merendas, uma passadeira de madeira percorre toda a margem ocidental (local ideal para a observação de aves) e é utilizada como estância balnear e local de aprazível lazer.
Localidades vizinhas: Coimbrão, Praia Do Pedrógão, Praia do osso da Baleia, Praia da Vieira, Vieira De Leiria
Cidade : Leiria
Coordenadas: 39°55'46"N 8°53'45"W

1. ↑  «Lagoa da Ervedeira»